# Заря Востока (село)
Заря Востока — упразднённое село в Карасайском районе Алматинской области Казахстана. На момент упразднения входило в состав Фрунзенского сельсовета. В 1991 году включено в состав города Алма-Ата. В 2018 году микрорайон «Заря Востока» Алатауского района города Алматы был переименован в Шапагат.

## География
Располагалось между рекой Теренкайнар и улицей Северное Кольцо. Ныне микрорайон Шапагат Алатауского района.

## Население
По данным всесоюзной переписи 1989 года в селе проживало 7408 человека, из которых дунгане составляли 28 % населения, уйгуры — 43 %.